# Macroeme cylindrica
Macroeme cylindrica är en skalbaggsart som först beskrevs av Thomson 1857.  Macroeme cylindrica ingår i släktet Macroeme och familjen långhorningar. Inga underarter finns listade i Catalogue of Life.